# Iliá Nikitin
Iliá Nikitin –en ruso, Илья Никитин– (1982) es un deportista ruso que compitió en natación. Ganó una medalla de plata en el Campeonato Mundial de Natación en Piscina Corta de 2002, en la prueba de 4 × 200 m libre.

## Palmarés internacional
| Campeonato Mundial en Piscina Corta | Campeonato Mundial en Piscina Corta | Campeonato Mundial en Piscina Corta | Campeonato Mundial en Piscina Corta |
| Año                                 | Lugar                               | Medalla                             | Prueba                              |
| ----------------------------------- | ----------------------------------- | ----------------------------------- | ----------------------------------- |
| 2002                                | Moscú (Rusia)                       | Medalla de plata                    | 4 × 200 m libre                     |